# Motores Renault na Fórmula 1
Os motores Renault na Fórmula 1 conquistaram doze títulos do Campeonato Mundial de Construtores (incluindo como equipe oficial) e onze títulos do Campeonato Mundial de Pilotos (incluindo como equipe oficial).
A história dos motores Renault na Fórmula 1 começou em 1977, quando a Equipe Renault Elf fez sua estreia na categoria máxima do automobilismo mundial. Em 1985, a Renault retira sua equipe oficial da Fórmula 1, porém continuou fornecendo motores para as equipes Team Lotus, Ligier e Tyrrell até 1986. A montadora retornou a Fórmula 1 em 1989, fornecendo motores para a equipe Williams. Dessa união conquistaram cinco títulos de construtores (1992, 1993, 1994, 1996 e 1997) e 4 títulos de pilotos, com Nigel Mansell (92), Alain Prost (93), Damon Hill (96) e Jacques Villeneuve (97). A Renault forneceu motores também para as equipes Ligier (1992 a 1994) e Benetton (1995 a 1997), conquistando o mundial de pilotos com Michael Schumacher e o de construtores no ano de 1995, ambos com a Benetton. A fabricante francesa retirou seus motores mais uma vez das pistas no final de 1997.
No início de 2000, a Renault anuncia a sua volta para a Fórmula 1, através da compra da equipe Benetton, mas mantendo o nome da equipe por mais duas temporada, voltando a fornecer motores para esta equipe em 2001. Dezessete anos depois, na temporada de 2002, a Fórmula 1 volta a ter uma equipe com o nome Renault. No final de 2010, a montadora francesa de automóveis cria uma divisão, a Renault Sport F1, destinada a supervisionar as atividades técnicas e esportivas na Fórmula 1. O centro de suas atividades localiza-se em Viry-Châtillon, o centro técnico das atividades da Renault na Fórmula 1, que fica no sul de Paris. Em 8 de dezembro de 2010, a Renault anunciou publicamente que venderia seus 25% restantes de ações da sua equipe de Fórmula 1, para a Genii Capital, que já havia adquirido os outros 75% no final de 2009, tornou assim, a partir daquele momento, acionista única. O Grupo Lotus logo tornou-se parceiro da equipe, a qual foi renomeada de Lotus Renault GP Team. Mas a montadora francesa permaneceu fornecendo motores para suas equipes clientes, que na época era a própria Lotus Renault GP, a Red Bull Racing e a Team Lotus. As equipes recebem motores idênticos, que contou com a manutenção de um grupo de seis especialistas em motores e técnicos por escuderia.
Para a temporada seguinte, a Lotus Renault GP é renomeada para Lotus F1 Team. Mas após a Lotus F1 Team sofrer uma grave crise financeira, a Renault, em dezembro de 2015, comprou a equipe de volta para a disputa da temporada de 2016.

## História
A Renault forneceu motores durante três períodos na Fórmula 1.

### Primeira fase
A Renault estreou na Fórmula 1 no Grande Prêmio da Grã-Bretanha de 1977 em Silverstone com o piloto francês Jean-Pierre Jabouille. Na temporada de 1978, marcou seus primeiros três pontos com Jabouille em Watkins no Grande Prêmio dos Estados Unidos de 1978. No ano de 1979, além de Jabouille, a equipe contou com outro francês: René Arnoux. Naquela temporada, a equipe conquistou a primeira vitória na Fórmula 1 em Dijon-Prenois no GP da França com Jabouille e para completar a festa com Arnoux em terceiro. No campeonato de 1981, a equipe mantém Arnoux e contrata Alain Prost. Em 1983, Prost e a equipe são vice-campeões. Naquela temporada, a Renault fornece os motores pela primeira vez e a equipe é a Team Lotus. Em 1984 é a vez da compatriota Ligier e em 1985 para a Tyrrell. A Renault permaneceu até o final daquela temporada (1985), mas continuou fornecendo para as equipes: Lotus, Ligier e Tyrrell até 1986, chegando a atingir a potência de 1200 HP.

### Segunda fase
Após duas temporadas ausente da categoria, regressa em 1989 fornecendo motores para a equipe Williams. A união com o time britânico conquista cinco títulos de construtores: (1992, 1993, 1994, 1996 e 1997) e 4 títulos de pilotos, com Nigel Mansell (1992), Alain Prost (1993), Damon Hill (1996) e Jacques Villeneuve (1997). Além da Williams, a Renault forneceu também para as equipes: Ligier (1992-1994) e Benetton 1995-1997), conquistando o mundial de pilotos com Michael Schumacher e o de construtores no ano de 1995, ambos com a Benetton.
A Renault se retirou novamente da Fórmula 1, de maneira oficial, no final de 1997. Mas as evoluções de seu último motor, o RS9, permaneceram sendo usadas por várias equipes nas temporadas seguintes. No entanto, a Renault continuou trabalhando com sua antiga parceira, a Mecachrome, que fornecia, ou contribuía tecnicamente, os propulsores RS9 com os nomes de Mecachrome, Supertec e Playlife.
O Mecachrome GC37-01 foi a versão do RS9 usada pela Williams na temporada de 1998.
Em 1999, o Supertec FB01 foi montado pela Williams e pela BAR. Mesmo em 2000, uma segunda evolução do Supertec (o FB02) foram usados nos carros das setas.

### Terceira fase
No início de 2000, a Renault anuncia a sua volta para a Fórmula 1, através da compra da equipe Benetton, mas mantendo o nome da equipe por mais duas temporadas. Em 2002, a Renault volta a ter uma equipe oficial na Fórmula 1. Na temporada de 2003 com o piloto espanhol Fernando Alonso, a primeira pole position e também a primeira vitória na carreira, após seu retorno a Fórmula 1, tornando o mais jovem piloto a primeira pole e também a primeira vitória na história da categoria até então. Na temporada de 2005 obtém 8 vitórias e 7 poles e conquista o título com Fernando Alonso e o inédito de construtores como equipe oficial. 2006 obteve sete vitórias com o espanhol e um com Giancarlo Fisichella de um total de dezoito Grandes Prêmios, conquistando novamente o título de pilotos com Alonso e também de construtores.
A partir da temporada 2007 passa a fornecer motores para a equipe Red Bull Racing.
No final de 2009, a Renault vende 75% da equipe para a Genii Capital. mas, não ocorre alterações na equipe, que disputa a temporada de 2010 sob o nome Renault. Temporada esta, que o motor Renault conquista o título de construtores, com a Red Bull e o título de pilotos com Sebastian Vettel.
No final de 2010, os 25% restantes de ações da equipe foram adquiridos pela Genii Capital, que através de um acordo com o Grupo Lotus e a Renault, a equipe compete a temporada de 2011 sob uma licença britânica e com o nome comercial de "Lotus Renault GP", mas mantém a nomenclatura "Renault" como seu nome de construtor. Em 2011, a Renault passa a fornecer motores também para a equipe Team Lotus, uma equipe malaia que havia estreado na Fórmula 1 no ano anterior sob o nome "Lotus Racing" e que comprou o nome histórica "Team Lotus" para a disputa da temporada de 2011. O motor Renault também conquista novamente o título de construtores, com a Red Bull e o título de pilotos com Sebastian Vettel.
Na temporada de 2012, a Lotus Renault GP é rebatizada para Lotus F1 Team, com isso, a Renault oficialmente deixa de ser uma equipe de Fórmula 1, mas continua fornecendo motores para sua antiga equipe de fábrica e, também para a Caterham F1 Team (antiga Lotus Racing/Team Lotus). Em 2012, a montadora francesa também reedita a antiga parceria vitoriosa com a equipe Williams, porém, apesar da Williams conquistar uma vitória com Pastor Maldonado no GP da Espanha, a nova parceria não alcança o sucesso do passado. O motor Renault conquista novamente o título de construtores, com a Red Bull e o título de pilotos com Sebastian Vettel.
Na temporada de 2013, conquista, pela quarta vez consecutiva, os títulos de construtores com a Red Bull Racing e o de pilotos com Sebastian Vettel.
Com o retorno dos motores turbo em 2014, permanece fornecendo motores para a Red Bull, Lotus e Caterham e, passando também, pela primeira vez, a fornece para a Toro Rosso. Porém, deixou de fornecer motores para a Williams, que mudou para os propulsores Mercedes.
A Toro Rosso trocou os motores Renault pelos da Honda em 2018, com a Red Bull fazendo o mesmo a partir de 2019, e a equipe francesa passou a fornecer para a McLaren. O acordo com a equipe inglesa deveria durar até 2021, mas em 2019, a McLaren anunciou que estava restabelecendo sua parceria com a Mercedes a partir de 2021, para aproveitar a mudança de regulamento.
Assim, a Renault passou a fornecer motores apenas para a sua equipe, que em 2021 foi renomeada para Alpine, em referência à marca de carros esportivos da fabricante francesa. Foi como Alpine que os motores Renault tiveram sua última vitória na Fórmula 1, conquistada por Esteban Ocon no GP da Hungria deste mesmo ano.
A Andretti, equipe que compete em categorias como IndyCar e Fórmula E, tentou entrar na Fórmula 1 e fez um acordo com a Renault para usar os motores da equipe em 2025, mas a FIA impediu a entrada da equipe estadunidense, e as negociações com a Renault paralisaram.
Em setembro de 2024, a Renault anunciou o fim de projeto de motores após o término da temporada 2025 da F1. Descontentes, os funcionários da equipe tentaram protestar contra a decisão, erguendo faixas pedindo pela continuidade da Renault na categoria.

## Fornecimento de motores

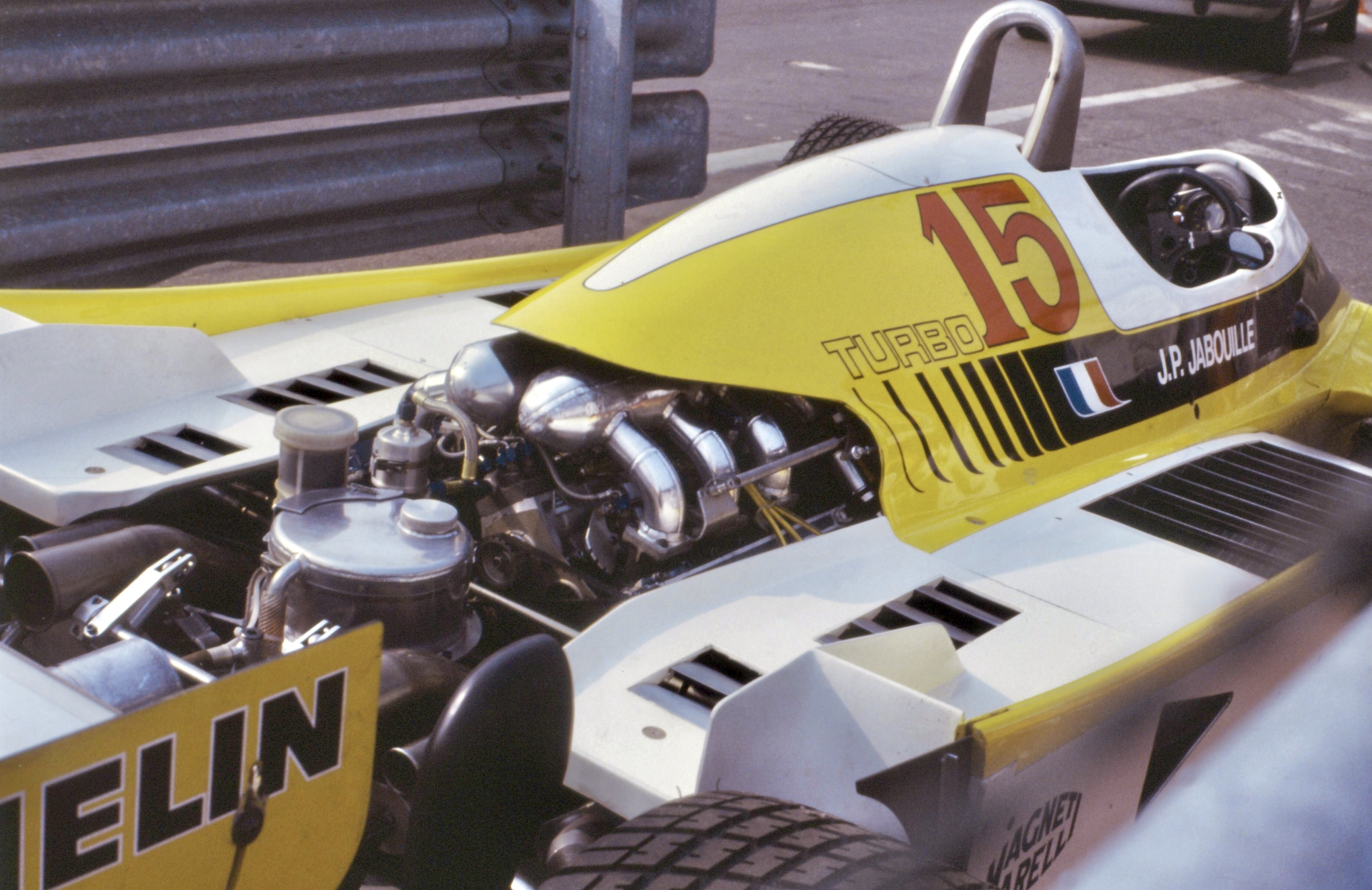
Motor Renault-Gordini EF1 1.5 V6 Turbo no Renault RE20 de, motor utilizado entre as temporadas de e.

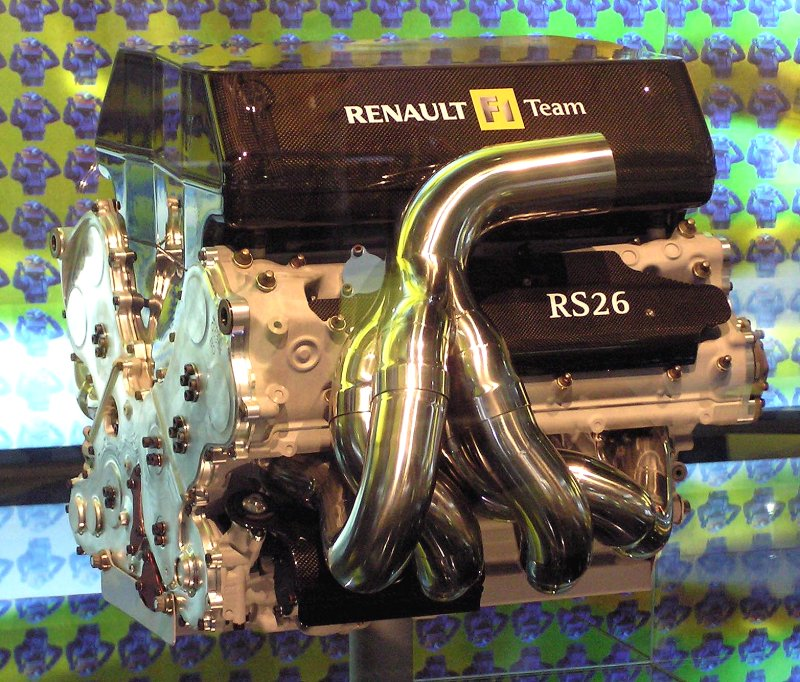
Motor Renault RS26 2.4 V8 utilizado na temporada de ..

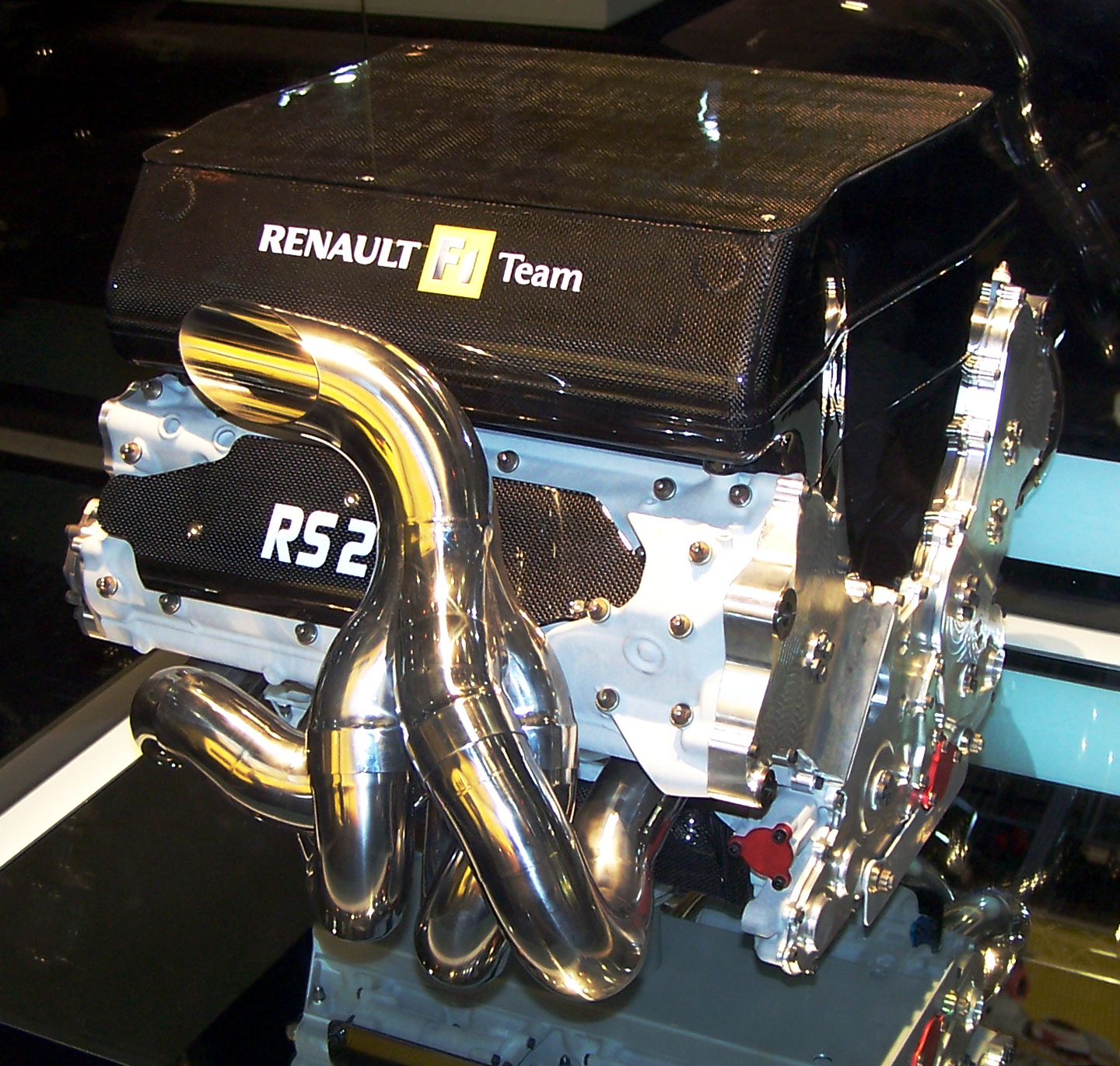
Motor Renault RS27 2.4 V8 utilizado desde a temporada de.

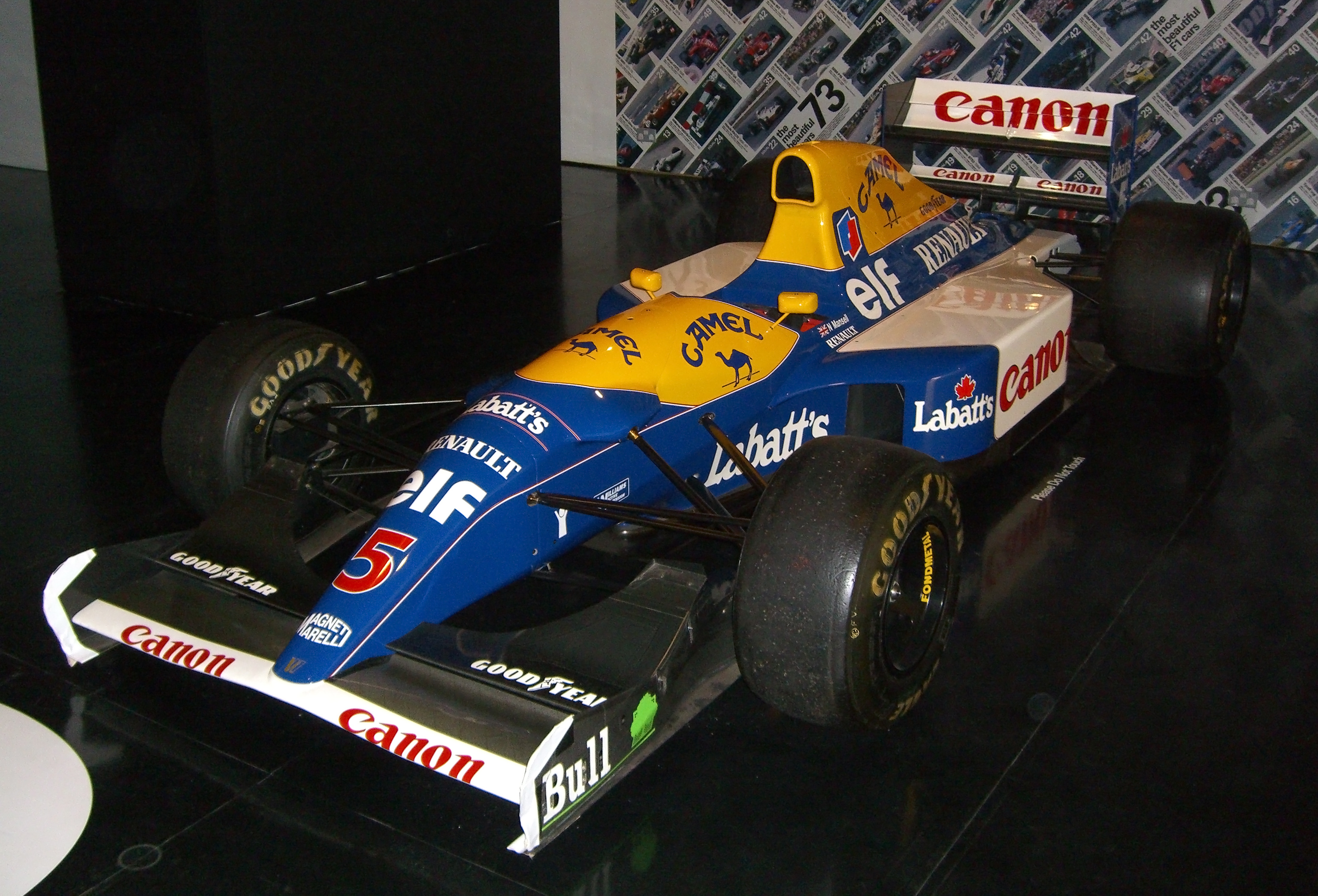
A Williams FW14B campeã de construtores e pilotos com Nigel Mansell de com motores Renault.

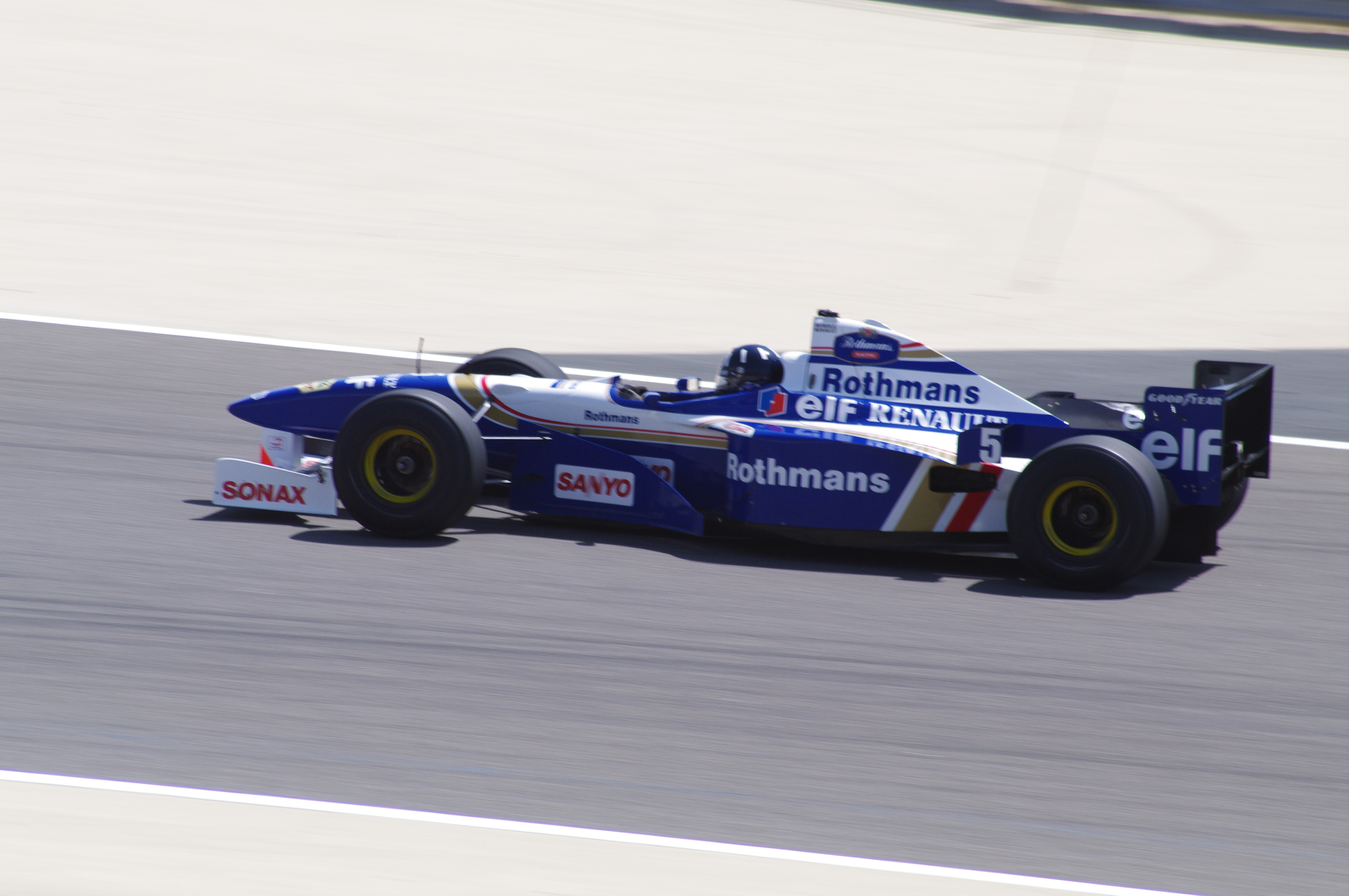
Damon Hill pilotando a Williams FW18 com que foi campeão de pilotos com motores Renault, em exibição no GP de Abu Dabhi de 2010.

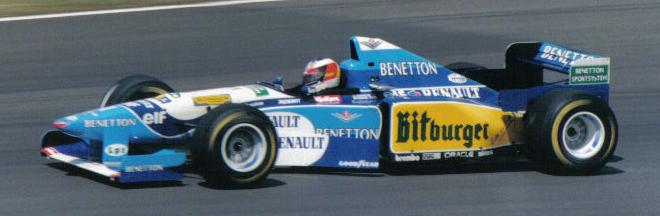
Michael Schumacher pilotando a Benetton B195 com que foi campeão de pilotos com motores Renault.

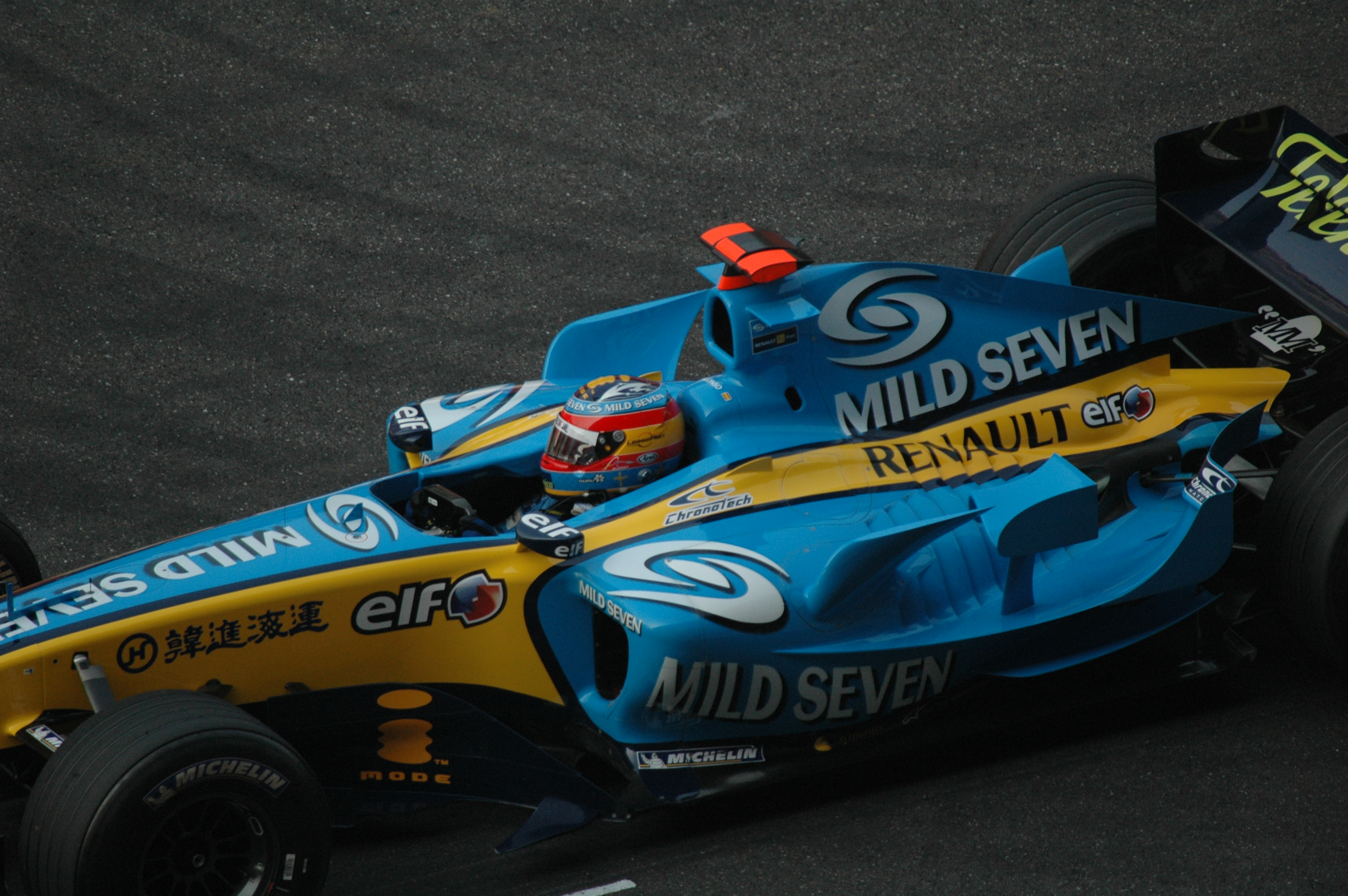
A Renault R25 de Fernando Alonso campeã de pilotos e construtores de com motores Renault.

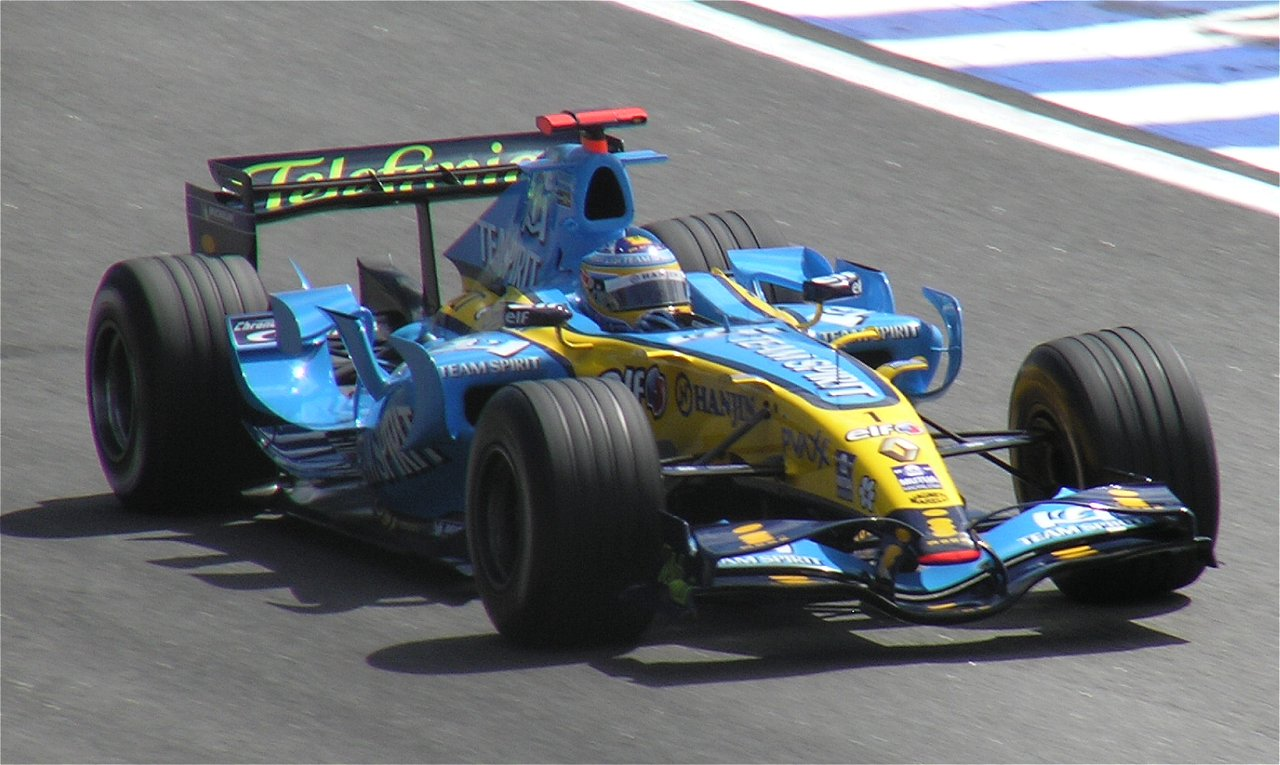
A Renault R26 de Fernando Alonso campeã de pilotos e construtores de com motores Renault.

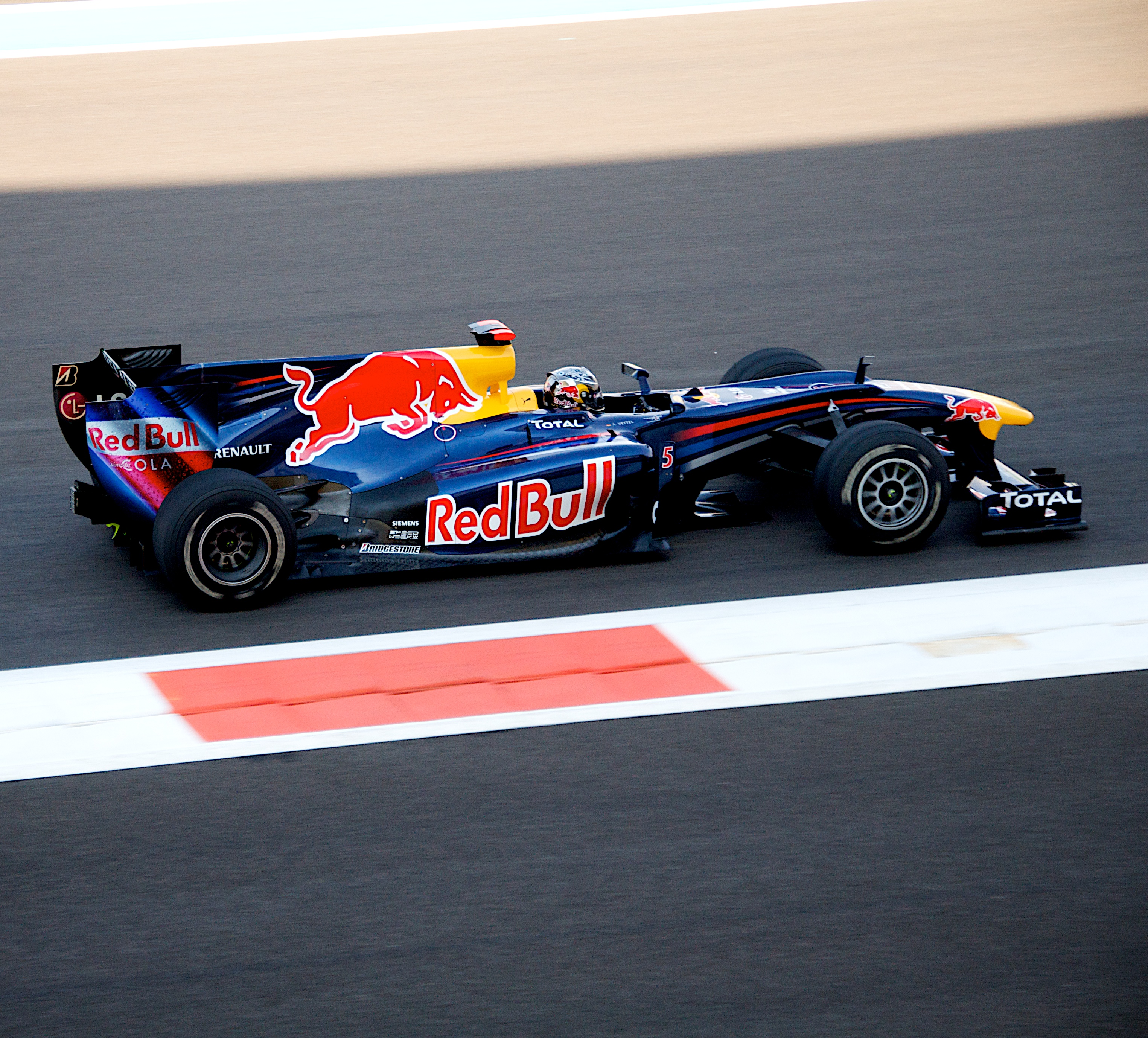
A Red Bull RB6 de Sebastian Vettel campeã de pilotos e construtores de com motores Renault.

| Ano                                                  | Equipe          | Motor                                               |
| ---------------------------------------------------- | --------------- | --------------------------------------------------- |
| 1977                                                 | Renault         | Renault-Gordini EF1 1.5 V6 Turbo                    |
| 1978                                                 | Renault         | Renault-Gordini EF1 1.5 V6 Turbo                    |
| 1979                                                 | Renault         | Renault-Gordini EF1 1.5 V6 Turbo                    |
| 1980                                                 | Renault         | Renault-Gordini EF1 1.5 V6 Turbo                    |
| 1981                                                 | Renault         | Renault-Gordini EF1 1.5 V6 Turbo                    |
| 1982                                                 | Renault         | Renault-Gordini EF1 1.5 V6 Turbo                    |
| 1983                                                 | Renault         | Renault-Gordini EF1 1.5 V6 Turbo                    |
| 1983                                                 | Team Lotus      | Renault-Gordini EF1 1.5 V6 Turbo                    |
| 1984                                                 | Renault         | Renault EF4B 1.5 V6 Turbo                           |
| 1984                                                 | Ligier          | Renault EF4 1.5 V6 Turbo                            |
| 1984                                                 | Team Lotus      | Renault EF4 1.5 V6 Turbo                            |
| 1985                                                 | Renault         | Renault EF4B 1.5 V6 Turbo Renault EF15 1.5 V6 Turbo |
| 1985                                                 | Ligier          | Renault EF4B 1.5 V6 Turbo                           |
| 1985                                                 | Team Lotus      | Renault EF4 1.5 V6 Turbo                            |
| 1985                                                 | Tyrrell         | Renault EF4B 1.5 V6 Turbo                           |
| 1986                                                 | Team Lotus      | Renault EF15B 1.5 V6 Turbo                          |
| 1986                                                 | Tyrrell         | Renault EF4B 1.5 V6 Turbo Renault EF15 1.5 V6 Turbo |
| 1986                                                 | Ligier          | Renault EF15 1.5 V6 Turbo                           |
| Não forneceu motores em 1987 e 1988                  |                 |                                                     |
| 1989                                                 | Williams        | Renault RS1 3.5 V10                                 |
| 1990                                                 | Williams        | Renault RS2 3.5 V10                                 |
| 1991                                                 | Williams        | Renault RS3 3.5 V10                                 |
| 1992                                                 | Williams        | Renault RS3C Renault RS4 3.5 V10                    |
| 1992                                                 | Ligier          | Renault RS3B Renault RS3C 3.5 V10                   |
| 1993                                                 | Williams        | Renault RS5 3.5 V10                                 |
| 1993                                                 | Ligier          | Renault RS5 3.5 V10                                 |
| 1994                                                 | Williams        | Renault RS6 3.5 V10                                 |
| 1994                                                 | Ligier          | Renault RS6 3.5 V10                                 |
| 1995                                                 | Williams        | Renault RS7 3.0 V10                                 |
| 1995                                                 | Benetton        | Renault RS7 3.0 V10                                 |
| 1996                                                 | Williams        | Renault RS8 3.0 V10                                 |
| 1996                                                 | Benetton        | Renault RS8 3.0 V10                                 |
| 1997                                                 | Williams        | Renault RS9 3.0 V10                                 |
| 1997                                                 | Benetton        | Renault RS9 3.0 V10                                 |
| Não forneceu motores de forma oficial de 1998 a 2000 |                 |                                                     |
| 2001                                                 | Benetton        | Renault RS21 3.0 V10                                |
| 2002                                                 | Renault         | Renault RS22 3.0 V10                                |
| 2003                                                 | Renault         | Renault RS23 3.0 V10                                |
| 2004                                                 | Renault         | Renault RS24 3,0 V10                                |
| 2005                                                 | Renault         | Renault RS25 3.0 V10                                |
| 2006                                                 | Renault         | Renault RS26 2.4 V8                                 |
| 2007                                                 | Renault         | Renault RS27 2.4 V8                                 |
| 2007                                                 | Red Bull Racing | Renault RS27 2.4 V8                                 |
| 2008                                                 | Renault         | Renault RS27 2.4 V81                                |
| 2008                                                 | Red Bull Racing | Renault RS27 2.4 V81                                |
| 2009                                                 | Renault         | Renault RS27 2.4 V82                                |
| 2009                                                 | Red Bull Racing | Renault RS27 2.4 V82                                |
| 2010                                                 | Renault         | Renault RS27 2.4 V82                                |
| 2010                                                 | Red Bull Racing | Renault RS27 2.4 V82                                |
| 2011                                                 | Red Bull Racing | Renault RS27 2.4 V82                                |
| 2011                                                 | Lotus Renault   | Renault RS27 2.4 V82                                |
| 2011                                                 | Lotus           | Renault RS27 2.4 V82                                |
| 2012                                                 | Red Bull Racing | Renault RS27 2.4 V82                                |
| 2012                                                 | Lotus           | Renault RS27 2.4 V82                                |
| 2012                                                 | Williams        | Renault RS27 2.4 V82                                |
| 2012                                                 | Caterham        | Renault RS27 2.4 V82                                |
| 2013                                                 | Red Bull Racing | Renault RS27 2.4 V82                                |
| 2013                                                 | Lotus           | Renault RS27 2.4 V82                                |
| 2013                                                 | Williams        | Renault RS27 2.4 V82                                |
| 2013                                                 | Caterham        | Renault RS27 2.4 V82                                |
| 2014                                                 | Red Bull Racing | Renault Energy F1-2014 1.6 V6 Turbo híbrido         |
| 2014                                                 | Lotus           | Renault Energy F1-2014 1.6 V6 Turbo híbrido         |
| 2014                                                 | Toro Rosso      | Renault Energy F1-2014 1.6 V6 Turbo híbrido         |
| 2014                                                 | Caterham        | Renault Energy F1-2014 1.6 V6 Turbo híbrido         |
| 2015                                                 | Red Bull Racing | Renault Energy F1-2015 1.6 V6 Turbo híbrido         |
| 2015                                                 | Toro Rosso      | Renault Energy F1-2015 1.6 V6 Turbo híbrido         |
| 2016                                                 | Renault         | Renault R.E.16 1.6 V6 Turbo híbrido                 |
| 2017                                                 | Renault         | Renault R.E.17 1.6 V6 Turbo híbrido                 |
| 2018                                                 | Renault         | Renault R.E.18 1.6 V6 Turbo híbrido                 |
| 2018                                                 | McLaren         | Renault R.E.18 1.6 V6 Turbo híbrido                 |
| 2019                                                 | Renault         | Renault E-Tech 19 1.6 V6 Turbo híbrido              |
| 2019                                                 | McLaren         | Renault E-Tech 19 1.6 V6 Turbo híbrido              |
| 2020                                                 | Renault         | Renault E-Tech 20 1.6 V6 Turbo híbrido              |
| 2020                                                 | McLaren         | Renault E-Tech 20 1.6 V6 Turbo híbrido              |
| 2021                                                 | Alpine          | Renault E-Tech 20B 1.6 V6 Turbo híbrido             |
| 2022                                                 | Alpine          | Renault E-Tech RE22 1.6 V6 Turbo híbrido            |
| 2023                                                 | Alpine          | Renault E-Tech RE23 1.6 V6 Turbo híbrido            |
| 2024                                                 | Alpine          | Renault E-Tech RE24 1.6 V6 Turbo híbrido            |

### Não oficiais
Após se retirar da Fórmula 1 em 1997 algumas equipes continuaram utilizado motores Renault, mas com um nome diferente. Entre 2016 e 2018, a Red Bull Racing usou motores Renault rebatizados para TAG Heuer.
| Ano                    | Equipe          | Motor                                   |
| ---------------------- | --------------- | --------------------------------------- |
| 1998                   | Williams        | Mecachrome GC37-01 3.0 V10              |
| 1998                   | Benetton        | Playlife GC37-01 3.0 V10                |
| 1999                   | Williams        | Supertec FB01 3.0 V10                   |
| 1999                   | Benetton        | Playlife FB01 3.0 V10                   |
| 1999                   | BAR             | Supertec FB01 3.0 V10                   |
| 2000                   | Benetton        | Playlife FB02 3.0 V10                   |
| 2000                   | Arrows          | Supertec FB02 3.0 V10                   |
| Ausente de 2001 a 2015 |                 |                                         |
| 2016                   | Red Bull Racing | TAG Heuer R.E.16 1.6 V6 Turbo híbrido4  |
| 2017                   | Red Bull Racing | TAG Heuer R.E.17 1.6 V6 Turbo híbrido4  |
| 2017                   | Toro Rosso      | Toro Rosso R.E.17 1.6 V6 Turbo híbrido5 |
| 2018                   | Red Bull Racing | TAG Heuer R.E.18 1.6 V6 Turbo híbrido4  |

## Títulos[28]

### Campeonato de Pilotos[29]
| Ano  | Piloto             |
| ---- | ------------------ |
| 1992 | Nigel Mansell      |
| 1993 | Alain Prost        |
| 1995 | Michael Schumacher |
| 1996 | Damon Hill         |
| 1997 | Jacques Villeneuve |
| 2005 | Fernando Alonso    |
| 2006 | Fernando Alonso    |
| 2010 | Sebastian Vettel   |
| 2011 | Sebastian Vettel   |
| 2012 | Sebastian Vettel   |
| 2013 | Sebastian Vettel   |

### Campeonato de Construtores[30]
| Ano  | Equipe          |
| ---- | --------------- |
| 1992 | Williams        |
| 1993 | Williams        |
| 1994 | Williams        |
| 1995 | Benetton        |
| 1996 | Williams        |
| 1997 | Williams        |
| 2005 | Renault3        |
| 2006 | Renault         |
| 2010 | Red Bull Racing |
| 2011 | Red Bull Racing |
| 2012 | Red Bull Racing |
| 2013 | Red Bull Racing |

## Campeonato como equipe oficial

### Campeonato de Pilotos[29]
| Ano  | Piloto          |
| ---- | --------------- |
| 2005 | Fernando Alonso |
| 2006 | Fernando Alonso |

### Campeonato de Construtores[30]
| Ano  | Equipe  |
| ---- | ------- |
| 2005 | Renault |
| 2006 | Renault |

## Números na Fórmula 1
- Vitórias: 168[31] (28,190%[32])
- Pole-Positions: 213[33] (35,680%[34])
- Voltas Mais Rápidas: 171[35]
- Triplos (Pole, Vitória e Volta Mais Rápida) 85[36] (podem ser pilotos diferentes, desde que com o motor Renault)
- Pontos: 6.950,500[37]
- Pódios: 312[38]
- Grandes Prêmios: 596[39] (Todos os Carros: 2216[40])
- Grandes Prêmios com Pontos: 467[41]
- Largadas na Primeira Fila: 281[42]
- Posição Média no Grid: 9,419[43]
- Km na Liderança: 54.196,721 Km[44]
- Primeira Vitória: 25 Corridas[45]
- Primeira Pole Position: 22 Corridas[46]
- Não Qualificações: 4[47]
- Desqualificações: 6[48]
- Porcentagem de Motores Quebrados: 29,960%[49]